# Grimmia tortuosa
Grimmia tortuosa är en bladmossart som beskrevs av J. D. Hooker och William M. Wilson 1844. Grimmia tortuosa ingår i släktet grimmior, och familjen Grimmiaceae. Inga underarter finns listade i Catalogue of Life.